# Lawrence Aurie
Lawrence Henry Aurie, dit Larry Aurie, né le 8 février 1905 à Sudbury au Canada et mort le 11 décembre 1952 à Détroit aux États-Unis, est un joueur professionnel de hockey sur glace et évoluait dans la Ligue nationale de hockey.

## Carrière
Joueur des Cougars de Détroit, des Falcons de Détroit et des Red Wings de Détroit, il a fait l'ensemble de sa carrière dans le Michigan. Pendant sa carrière dans la LNH, Aurie remporte à deux reprises la coupe Stanley, en 1936 et 1937.
Il meurt le 11 décembre 1952 dans un hôpital de Détroit.
Considéré comme l'un des plus grands joueurs des Wings, son numéro fut proposé pour être retiré, mais Mike Ilitch, le propriétaire de la franchise, refusa à la surprise générale cet honneur à Aurie. Encore sans explications, son refus demeure un mystère dans le monde du hockey. Néanmoins, si ce n'est de manière officielle, son numéro 6 ne sera plus porté par un joueur de Détroit[réf. nécessaire].

## Parenté dans le sport
IL est le cousin du joueur de la LNH, Cummy Burton.